# The Advocate
The Advocate (inizialmente The Los Angeles Advocate) è una rivista pubblicata  negli Stati Uniti d'America dal 1967, la più antica fra quelle rivolte ad un pubblico omosessuale.

## Storia editoriale
La rivista è stata creata nel 1967 da Dick Michaels e Bill Rand a Los Angeles nello stato della California con il nome di The Los Angeles Advocate. Nel 1969 cambia nome in The Advocate e incomincia ad essere distribuita in tutta la nazione. Da quindicinale è diventata mensile. In abbonamento è distribuita assieme all'altra rivista gay "Out".
Il 17 dicembre 2013 la rivista nomina Papa Francesco persona dell'anno 2013. La motivazione, spiegata da una nota della direzione, afferma che "Sebbene il Papa sia contrario ai matrimoni tra persone dello stesso sesso il suo Pontificato ha finora dato segni di un netto cambiamento nella retorica anti gay." Inoltre in copertina venne pubblicato il volto del papa con accanto una sua frase: “Se qualcuno è omosessuale e cerca il Signore in buona fede, chi sono io per giudicare?“. Quella dichiarazione del Pontefice ha provocato una profonda riflessione anche all'interno della Chiesa cattolica.